# Лениногорский лесхоз
Лениногорский лесхоз (каз. Лениногор орманшар) — населённый пункт в Восточно-Казахстанской области Казахстана. Входит в состав городской администрации Риддера. До 2013 года входило в состав упразднённой Ульбинской поселковой администрации. Код КАТО — 632431300.

## Население
В 1999 году население населённого пункта составляло 216 человек (111 мужчин и 105 женщин). По данным переписи 2009 года, в населённом пункте проживало 276 человек (132 мужчины и 144 женщины).